# Old Supreme Court Chamber
A Old Supreme Court Chamber é uma sala localizada no térreo da ala norte do Capitólio dos Estados Unidos. De 1800 até 1806, a sala foi a metade inferior da primeira câmara do Senado, e de 1810 a 1860, a sede da Suprema Corte.